# Constitution mauritanienne du 20 mai 1961
Lire en ligne
La Constitution mauritanienne de 1961 était la loi fondamentale qui régissait l’organisation et le fonctionnement des pouvoirs publics en Mauritanie entre 20 mai 1961 et 10 juillet 1978. Cette constitution était la deuxième constitution adoptée par la Mauritanie, après celle de 1959. Elle fut révisée à six reprises entre 1964 et 1970.